# Kup Španije u fudbalu 2016/17.
Kup Španije u fudbalu 2016/17. bilo je 115. izdanje Kupa Španije pod zvaničnim imenom Kup kralja (šp. Copa del Rey). Branilac titule bila je Barselona, koja je titulu uspešno odbranila pobedom u finalu protiv Alavesa sa 3:1 i na taj način došla do 29. trofeja u kupu Španije.

## Prva runda
- Saudal 2-1 Burgos
- Andora 0-5 Herkules
- Atletiko Sirbonero 0-0 Ponferadina (pen. 6-5)
- Boiro 1-3 Guilhelo
- Sestao River 4-2 Vilja de Santa Brigita
- Amorebieta 2-1 Soueljamos
- Atletiko Saguntino 1-1 Formenetra (pen. 3-4)
- Laredo 2-3 Kultural Leonesa
- Barakaldo 4-0 Zamudio
- Kalahora 0-0 Logoronjes(pen. 3-1)
- Ljeida Esportiu 1-0 Prat Molerusa
- Lorca Deportivo 1-2 Lorka FK
- Kornelja 2-1 San Sebastian de los Rejes
- Rasing Ferol 3-2 Zamora Ferol
- Albasete 2-1 Real Union
- Ekstremadura 5-0 Atletiko Manča Real
- Toledo 2-0 Konkuese
- Atletiko Sanlukeno 1-0 Mursija

## Druga Runda
- Mirandes 2-2 Elče (pen. 3-4)
- Lugo 1-2 Tenerife
- Almerija 0-2 Rajo Vajekano
- Albasete 2-0 Arenas
- Tudelano 1-0 Atletiko Sanlukenjo
- Saudal 1-0 Ljeida Desportiu
- Gimnastik Taragona 1-0 Numanisia
- Formenetra 2-2 Lorka FK (pen. 10-9)
- Kadiz 1-1 FK Levante (pen. 3-2)
- Guilhelo 1-0 Sestao River
- Rasing Santander 2-1 Ljagostera
- Rasing Ferol 0-0 Atletiko Sirbonero (pen. 4-5)
- Kultural Leonesa 3-1 Kalahora
- Barakaldo 3-3 Amorebieta(pen. 2-3)
- Toledo 4-0 Alkojano
- Kornelja 3-1 Ekstemadura
- Kartagena 1-1 Herkules(pen. 5-6)
- Saragosa 1-2 Valjadolid
- Maljorka 1-0 Reus Deportiu
- Hueska 1-0 Đirona
- USAM Mursija 4-3 Oviedo
- Alkoron 1-0 Hetafe

## Treća Runda
- Elče 0-1 Alkoron
- Tudelano 0-0 Formenetra (pen. 3-4)
- Maljorka 1-2 USAM Mursija
- Atletiko Sirbonero 1-2 Guelhelo
- Rajo Vajekano 1-1 Gimnastik Taragona (pen. 4-5)
- Rasing Santander 2-0 Amorebieta
- Kultural Leonesa 2-1 Albasete
- Herkules 2-1 Kornelja
- Toledo 4-1 Saudal
- Kadiz 1-2 Kordoba
- Valjadolid 3-1 Tenerife

## Runda 32
- Toledo 1-4 Viljareal (0-3) (1-1)
- Formenetra 2-14 Sevilja (1-5) (1-9)
- Kultural Leonesa 2-13 Real Madrid (1-7) (1-6)
- Herkules 1-8 Barselona (1-1) (0-7)
- Guilhelo 1-10 Atletiko Madrid (0-6) (1-4)
- Rasing Santander 1-5 Atletik Bilbao (1-2) (0-3)
- USAM Mursija 0-2 Selta Vigo (0-1) (0-1)
- Kordoba 6-3 Malaga (2-0) (4-3)
- Valjadolid 2-4 Real Sosijedad (1-3) (1-1)
- Hueska 3-4 Las Palmas (2-2) (1-2)
- Gimnastik Taragona 0-6 Alaves (0-3) (0-3)
- Alkoron 2-2 Espanjol
- Sporting Hihon 2-5 Eibar (1-2) (1-3)
- Granada 1-2 Osasuna (1-0) (0-2)
- Leganes 2-5 Valensija (1-3) (1-2)
- Real Betis 2-3 Deportivo La Korunja

## Šesnaestina Finala
- Las Palmas 3-4 Atletiko Madrid(0-2) (3-2)
- Alkoron 2-1 Kordoba(0-0) (2-1)
- FK Atletik Bilbao 3-4 Barselona(2-1) (1-3)
- Real Madrid 6-3 Sevilja(3-0) (3-3)
- Real Sosijedad 4-2 Viljareal(3-1) (1-1)
- Deportivo La Korunja 3-3 Alaves(2-2) (1-1)
- Valensija 2-6 Selta Vigo(1-4) (1-2)
- Osasuna 0-3 Eibar(0-3) (0-0)

## Četvrfinale
- Real Sosijedad 2-6 FK Barselona(0-1) (2-5)
- Alkoron 0-2 Alaves(0-2) (0-0)
- Atletiko Madrid 5-2 Eibar(3-0) (2-2)
- Real Madrid 3-4 Selta Vigo(1-2) (2-2)

## Polufinale
- FK Selta Vigo 0-1 Alaves (0-0) (0-1)
- Atletiko Madrid 2-3 Barselona (1-2) (1-1)

## Finale
Finale Kupa Kralja 2017.
- Barselona 3-1 Alaves

## Lista strelaca
- 1.Visam Ben Jeder 5
- 1.Lionel Mesi 5
- 3.Anhel Koreja 4
- 3.Edgar Mendez 4
- 3.Antoan Grizman 4
- 3.Huanmi 4
- 3.Mariano 4
- 3.Federiko Piovcari 4
- 3.Luis Suarez 4
- 3.Arda Turan 4
- 3.Ander Vitoria 4

## Spoljašnje veze
- Zvanični sajt
- Kup kralja na sajtu Primere